# Demirli, Harran
Demirli là một xã thuộc huyện Harran, tỉnh Şanlıurfa, Thổ Nhĩ Kỳ. Dân số thời điểm năm 2011 là 1.247 người.